# Sachachorro

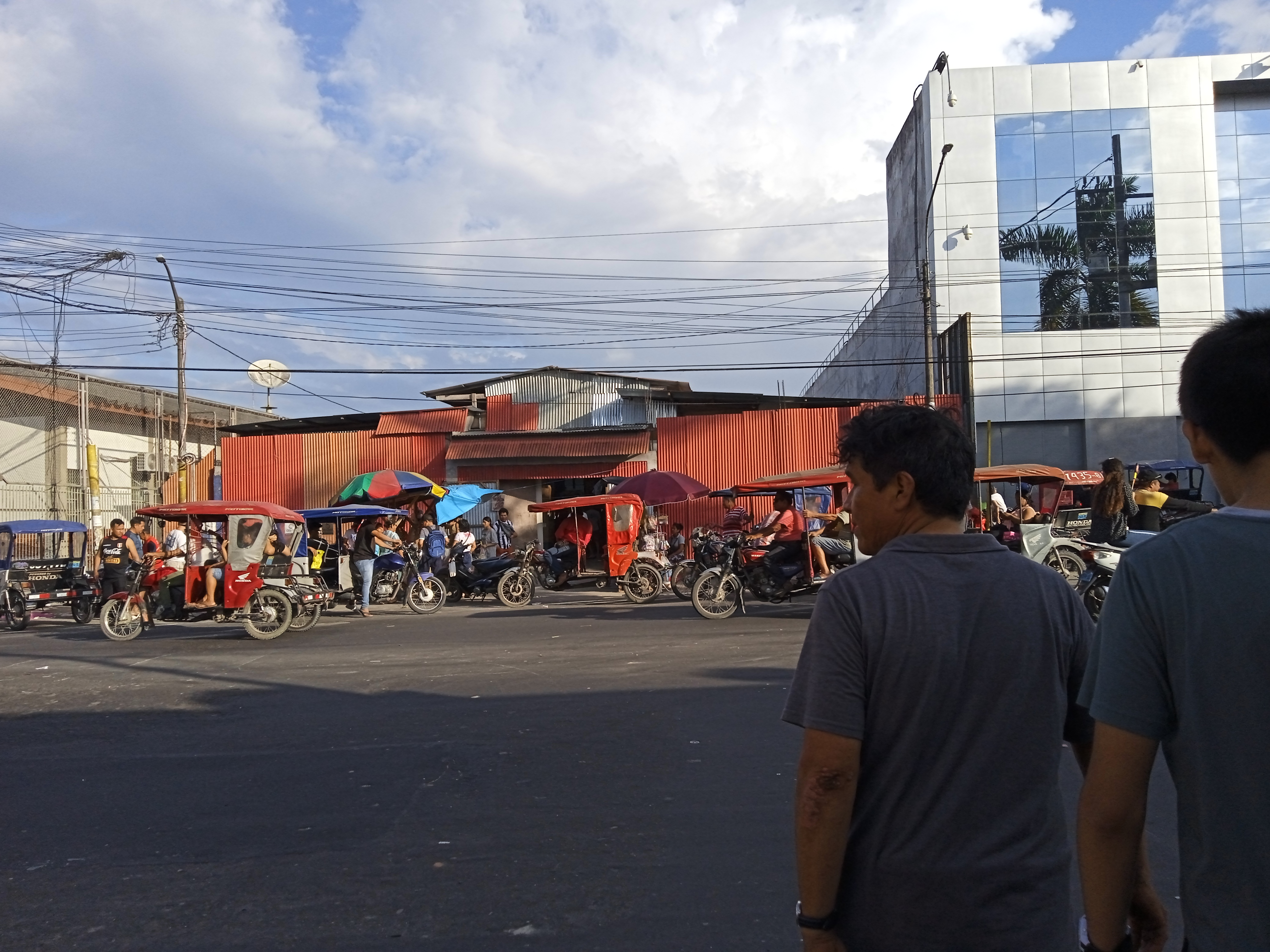
El emporio comercial Sachachorro, frente a la avenida Miguel Grau.

Sachachorro, es un emporio comercial, y antiguo arroyo, que se ubica en la ciudad de Iquitos, al oriente del Perú. Se caracteriza por vender productos provenientes de Brasil y Colombia.

## Historia

### Origen del nombre
A finales del ochenio de Odría, Sachachorro era el término que se le daba a un arroyo de aguas subterráneas que servía como punto de encuentro para las labores del recojo de agua para consumo de Iquitos. El presidente Manuel Odría implementó políticas de sanidad como la distribución del agua potable, lo que hizo que el arroyo quedará en desuso, y las autoridades locales decidieran secarlo.
El sitio se convirtió en un área de actividades de limpieza de ropa de los habitantes, creándose mitos y leyendas alrededor del arroyo, tanto así que existían «trovadores» que relataban dichos acontecimientos fantasiosos.
El escritor César Augusto Lequerica Delgado describe al lugar y al ambiente particular que lo rodeaba:

...Caminó tres cuadras de la calle Aguirre y, luego, bajó la pendiente formada por la estructura en socavón del terreno, una hondonada amplia, de lecho arenoso y malezas en los contornos. Allí estaban los pozos o manantiales de agua, a flor del suelo, en pequeños cuadriláteros emparedados con tablas y protegidos por casetas o pequeños tambos, hechos de horcones endebles y techos de paja.

De uno de los montículos del terreno, brotaban, a poca altura, varios chorros de agua fresca, que cual lenguas de cristal inextinguibles, se ofrecían a la voracidad de las tinajas. ¡Agua de beber, agua de Sachachorro dulce, rumorosa y embrujada!
Sachachorro: cuentos y relatos de la Amazonía Peruana (1942).

### Secamiento del arroyo
En la mitad del siglo XX una pequeña feria de la avenida Miguel Grau tomó el nombre del arroyo por estar cerca del cuerpo de agua. Con el paso del tiempo, el arroyo fue siendo tapado hasta que Sachachorro «ya no es una quebrada, es un campo ferial que anhela ser centro comercial» de acuerdo a una nota de una revista local, debido a que el comercio se había vuelto el dominante en el nuevo espacio público y la feria se iba ampliando.
Para 1948, casi nada quedaba del bosquecillo que rodeaba al ya rezagado arroyo, y varios de los canales que alimentaban a dicho cuerpo fueron convertidos en calles y avenidas.
En 2010 del siglo XXI la Municipalidad Provincial de Maynas confirmó que los canales de agua tenían que ser convertidos en ductos para las aguas servidas de la ciudad, y las quebradas, incluida Sachachorro, eran obstáculos. Éstos canales reconvertidos siguieron desembocando en la bahía del Itaya, lo que alimentó la contaminación del río homónimo.

### Intentos de restauración
En 2015 el Plan de Desarrollo Urbano Sostenible de Iquitos 2011-2021 intentó restablecer los canales y el arroyo de Sachachorro, pero el lobby de grupos empresariales de origen chino y afines al exgobernador Yván Vásquez Valera defendía, desde 2010, la construcción del proyecto de alcantarillado de Iquitos. El PDU no pudo establecer sus intentos de restauración.

## Emporio comercial
La feria instalada a finales de los años 1940 terminó por asentarse en el corazón del arroyo, los productos comerciales provenientes de los mercados colombianos y brasileños. El nuevo emporio sufrió dos incendios de grandes magnitudes, en 2011 y 2019, en ambas ocasiones, la infraestructura fue aniquilada y una reminiscencia del arroyo salía del suelo chamuscado.
El emporio, además de vender productos extranjeros, también se caracteriza por ser un centro de negocio mobiliario de madera.

## En la cultura popular
Sachachorro es mencionado en el sencillo de «Agüita De Sachachorro», dentro del álbum El Gran Cacique de Juaneco y su Combo.
En Sachachorro: cuentos y relatos de la Amazonía Peruana (1942) de César Augusto Lequerica Delgado, describe lo que era el arroyo.